# 2 톤

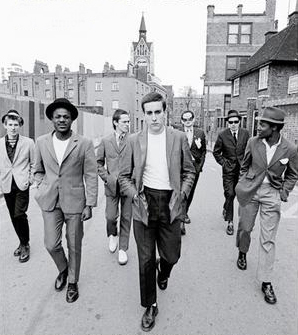

2 톤(2 Tone)은 1970년대 영국에서 펑크와 스카가 융합되어 생긴 음악 장르이다.

## 역사
2 톤 사운드는 1960년대 자메이카 음악을 듣고 자란 잉글랜드 웨스트미들랜즈주 코번트리의 젊은 음악가들에 의해 개발되었다.